# Manuscrit Valentim Fernandes
Le manuscrit Valentim Fernandes est un ouvrage rédigé en latin vers 1507 et conservé à la Bayerische Staatsbibliothek de Munich (Cod. hisp. 27). Il a été compilé par Valentim Fernandes de Moravie et contient un texte du navigateur Diogo Gomes intitulé De Prima Inventione Guinee (« De la Première Découverte de la Guinée ») qui relate les débuts des explorations maritimes portugaises sur la côte occidentale de l'Afrique.